# Нейротрофин-3
Нейротрофин-3 (англ. Neurotrophin-3; NT-3) — белок, кодируемый у человека геном NTF3.
Этот белок является нейротрофическим фактором, относящимся к семейству нейротрофинов NGF (nerve growth factors, факторы роста нервов). Это белковый фактор роста, который воздействует на конкретные нейроны периферической и центральной нервной системы; он обеспечивает дифференцировку и выживание существующих нейронов, а также поддерживает рост и дифференцировку новых нейронов и синапсов. NT-3 был третьим описанным нейротрофическим фактором после NGF и BDNF (brain derived neurotrophic factor, нейротрофический фактор мозга).
В развивающемся организме нейротрофины синтезируются клеткой-мишенью (например, мышечным веретеном), диффундируют по направлению к нейрону и связываются с молекулами рецепторов на его поверхности, что приводит к активному росту аксона. В результате аксон достигает клетки-мишени, устанавливая с ней синаптический контакт.
Нейротрофин-3 изучался в качестве средства для лечения запоров. В рандомизированном, двойном слепом, плацебо-контролируемом исследовании II фазы подкожное введение нейротрофина-3 три раза в неделю значительно увеличивало частоту спонтанных полных опорожнений кишечника и усиливало действие других средств для лечения запоров.

## Функции
Несмотря на то, что подавляющее большинство нейронов в мозге млекопитающих образуются до рождения, некоторые части мозга взрослого животного сохраняют способность выращивать новые нейроны из нейрональных стволовых клеток. Данный процесс известен как нейрогенез. Нейротрофины стимулируют и контролируют нейрогенез.
NT-3 уникален тем, что он потенциально может стимулировать большое число нейронов, учитывая его способность активировать два тирозинкиназных рецептора нейротрофинов (TrkC и TrkB — см. ниже).
Мыши, родившиеся без способности к синтезу NT-3, испытывали нехватку проприоцепторов и ряда механорецепторных нейронов.

## Механизм действия
NT-3 связывается с тремя рецепторами на поверхности клеток, способных реагировать на этот фактор роста:
- TrkC (Track C) — это явно «физиологический» рецептор, поскольку он связывается с NT-3 с наивысшей аффинностью.[7][8]

- Тем не менее, NT-3 способен связываться и посылать сигналы через родственные TrkC рецепторы — TrkB.

- Наконец, NT-3 также способен связываться с рецепторами второго типа, отличного от Trk, называющимися LNGFR (Low Affinity Nerve Growth Factor Receptor — низкоаффинный рецептор фактора роста нервов).

### Высокоаффинные рецепторы
TrkC — это рецептор с тирозинкиназной активностью, а значит, он служит посредником в действиях NT-3, вызывая фосфорилирование определенных тирозинов на белках в клетке и активируя клеточный рост.
Как уже было сказано, есть и другие рецепторы Trk: TrkA и TrkB. Также упоминалось, что существуют и другие структурно схожие с NT-3 нейротрофические факторы:
- NGF (Nerve Growth Factor, фактор роста нервов)
- BDNF (Brain Derived Neurotrophic Factor, мозговой нейротрофический фактор)
- NT-4 (Нейротрофин-4)

В то время как TrkB служит посредником в реакциях BDNF, NT-4 и NT-3, TrkA может активироваться с помощью NGF, а TrkC — только с помощью NT-3.

### Низкоаффинные рецепторы
Роль другого рецептора NT-3, LNGFR, менее ясна. 
Клетки, у которых есть и Trk-, и LNGFR-рецепторы, могут выказывать большую активность из-за повышенной «микроконцентрации» нейротрофина.
Впрочем, также было доказано, что LNGFR может посылать клетке сигнал к гибели от апоптоза — значит, клетки, имеющие только LNGFR-рецепторы при отсутствии Trk-рецепторов, в присутствии нейротрофинов скорее умрут, чем выживут.

## PDB-изображения

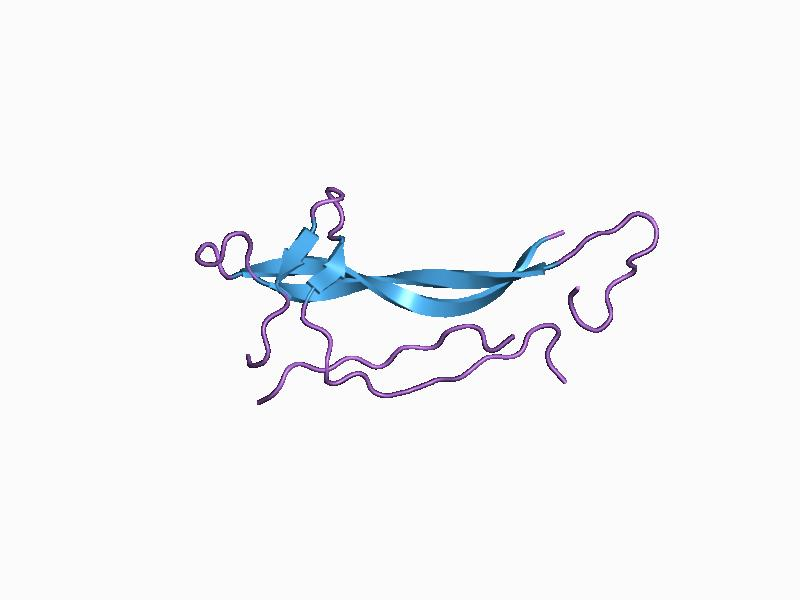
1b8k: Человеческий NT-3
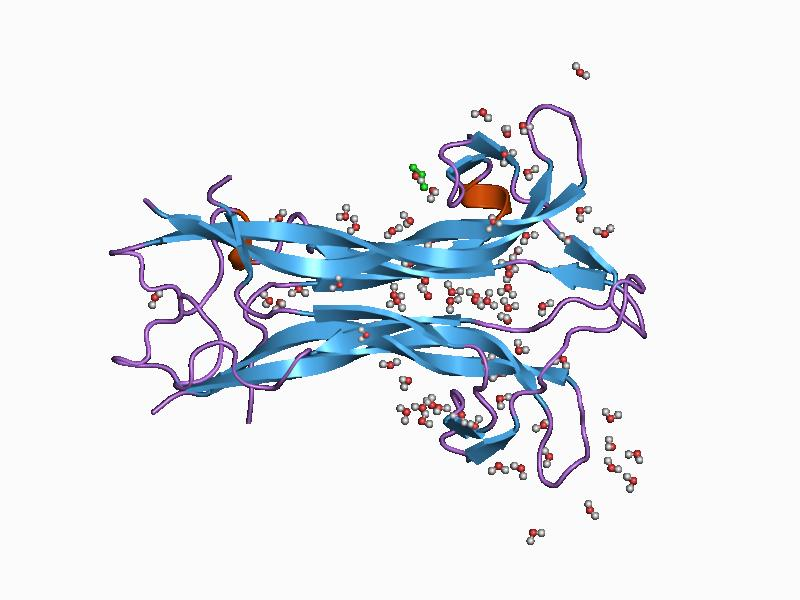
Структура BDNF/NT-3 (гетеродимер)
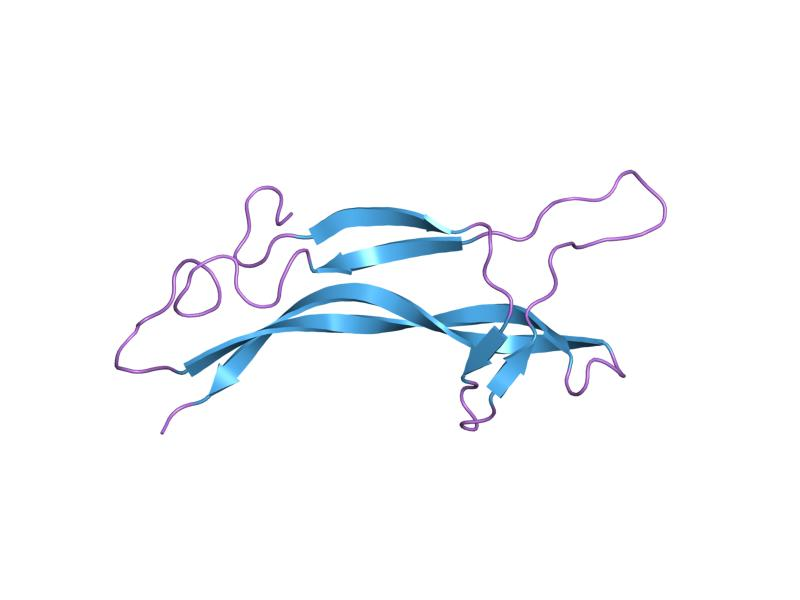
1nt3: Человеческий NT-3